# Śpiący Hermafrodyta
Śpiący Hermafrodyta lub Hermafrodyta Borghese – rzymska rzeźba marmurowa przedstawiająca śpiącego Hermafrodytę, będąca kopią greckiego oryginału z okresu hellenistycznego.
Dzieło uznawane jest za kopię wzmiankowanego przez Pliniusza (Historia naturalna 34,80) brązowego posągu dłuta Poliklesa, ateńskiego rzeźbiarza działającego w II wieku p.n.e. Przedstawia pełnowymiarową postać leżącą w skręconej pozie na łożu. Jedna strona jej ciała ma cechy męskie, druga zaś kobiece. Samo łoże nie jest oryginalnym elementem, lecz XVII-wiecznym dodatkiem autorstwa Berniniego.
Rzeźba została odkryta przypadkowo w 1608 roku, w trakcie kopania fundamentów pod kościół Matki Bożej Zwycięskiej w Rzymie, w pobliżu miejsca, gdzie w starożytności znajdowały się Termy Dioklecjana. W latach 20. XVII wieku została nabyta przez kardynała Scipione Borghese i umieszczona w zbiorach rzymskiej Willi Borghese. Podziwiana przez ówczesnych artystów, stanowiła inspirację m.in. dla Diego Velázqueza przy tworzeniu obrazu Wenus z lustrem. W 1807 roku rzeźbę wraz z innymi zabytkami z kolekcji rodziny Borghese zakupił Napoleon Bonaparte i od 1812 roku znajduje się ona w zbiorach Luwru.